# Anton Wyman Croos
Peter Antony Wyman Croos (ur. 8 listopada 1967 w Chilaw) – lankijski duchowny rzymskokatolicki, biskup Ratnapury od 2024.

## Życiorys
Święcenia kapłańskie przyjął 16 września 2000 i został inkardynowany do diecezji Chilaw. Przez kilkanaście lat pracował jako duszpasterz parafialny. W latach 2011–2014 studiował w Neapolu, a po powrocie do kraju pełnił funkcje: dyrektora diecezjalnej Caritas (2015–2019) oraz wikariusza biskupiego ds. zakonnych dla rejonów Chilaw i Puttalam.
5 marca 2024 papież Franciszek mianował go biskupem diecezjalnym Ratnapury.
1 czerwca 2024 otrzymał święcenia biskupie. Udzielił mu ich biskup Cletus Chandrasiri Perera. 